# Rudolf Vindiš
Rudolf Vindiš (12. října 1898 Frýdlant nad Ostravicí – 23. prosince 1969 Praha-Dejvice) byl český archivář, knihovník a náboženský historik, v letech 1946 až 1959 vedoucí Archivu Národního muzea.

## Životopis
Rufolf Vindiš mladší se narodil 12. října 1898 ve Frýdlantu nad Ostravicí. Vystudoval reálné gymnázium v Místku a později v letech 1916 až 1921 studoval filozofii, historii a zeměpis na Filozofické fakultě Univerzity Karlovy. V roce 1925 získal doktorát obhajobou práce o názorech Lukáše Pražského. V letech 1931 až 1933 absolvoval knihovnické kurzy a v letech 1937 až 1940 Státní archivní školu. V letech 1921 až 1923 pracoval na Filozofické fakultě Univerzity Karlovy jako asistent historického semináře, v roce 1925 jako knihovník v Ústřední zemědělské knihovně a čítárně v Praze. Ve školním roce 1925/26 učil jako suplující profesor na reálném gymnáziu v Bratislavě a následně čtyři roky v Uherské Skalici. V roce 1931 se vrátil do Čech a pracoval v Archivu země České, zpočátku jako pomocná vědecká síla, později jako řádný zaměstnanec a knihovník.
Po druhé světové válce začal v prosinci 1945 pracovat v Archivu Národního muzea a o rok později se stal jeho vedoucím. Zde pokračoval v pracích, které přerušila okupace, například v katalogizaci starých fondů, sběratelské činnosti, kterou započal jeho předchůdce či nápravě provenienčního principu, který nebyl během Protektorátu dodržován.
Zemřel 23. prosince 1969 ve svém bytě v Praze-Dejvicích.